# (207) Гедда
(207) Гедда (нем. Hedda) — довольно крупный астероид главного пояса, принадлежащий к тёмному спектральному классу C, который состоит из простейших углеродных соединений. Он был обнаружен 17 октября 1879 года австрийским астрономом Иоганном Пализой в обсерватории города Пула в Хорватии и назван в честь Гедвиг Виннеке, жены немецкого астронома Фридриха Виннеке.